# Lycée Blaise-Pascal de Nouméa
Das Lycée Blaise-Pascal ist eine private weiterführende römisch-katholische Schule mit Internat des Erzbistums Nouméa in Neukaledonien. Das Lycée bietet nach dem Baccalauréat zusätzlich eine anschließende Fachausbildung in vier Bereichen an. Die meisten ihrer Schüler kommen von privaten Collèges der gesamten Hauptinsel. Sie befindet sich im Stadtzentrum in unmittelbarer Nähe zu Sportstätten wie dem Stadion und dem Schwimmbad sowie nahe den Stränden. Das Internat verfügt über 90 Plätze. Das Lycée wurde von zahlreichen Persönlichkeiten aus Wirtschaft und Politik des Territoriums besucht und ist nach dem französischen Mathematiker und Philosophen Blaise Pascal benannt.

## Geschichte
Das Lycée wurde 1971 am Place des Cocotiers im Herzen der Stadt gegründet, zog jedoch bereits im folgenden Jahr an ihren heutigen Standort im Stadtviertel Anse Vata. In den Anfangsjahren zählte es weniger als 400 Schüler. Es bestand zunächst nur aus in Neuseeland vorgefertigten Flachbauten, die von den Eltern der Schüler eigenhändig aufgebaut und sukzessive durch feste, mehrstöckige Gebäude ersetzt wurden. Die Aula wurde 2010 errichtet. Als echte Persönlichkeit wird der langjährige Direktor der Schule Vincent Rodriguez angesehen, der das Lycée von 1974 bis 2002 mit harter Hand führte. Bis 2021 erhöhte sich die Zahl der Schüler auf 1154 und die der Lehrkräfte auf 92.

## Unterrichtsfächer
Neben den in Frankreich üblichen Fächern, zu denen die Fremdsprachen Englisch, Spanisch und Deutsch gehören, werden an dieser Schule zusätzlich Japanisch und Chinesisch unterrichtet.

## Klassenpuzzle
Als besondere Unterrichtsmethode wird an dieser Schule das sogenannte classe puzzle (vergleiche Gruppenpuzzle) angewandt, mit dem bei den Schülern das Interesse geweckt sowie die Gruppenarbeit und die Kommunikation gefördert wird. Gleichzeitig sollen schwächere Schüler von den stärkeren profitieren. Diese Methode besteht aus mehreren Phasen:
- In der „individuellen Phase“ wird jedem Schüler vom Lehrer ein bestimmtes Thema (Dossier) zugewiesen, wobei die Lehrkraft das gesamte Wissen in verschiedene Dossiers aufteilt.
- In der „Experten-Phase“ werden die Schüler mit dem gleichen Thema in eine Gruppe zusammengesetzt. Sie bilden die Expertengruppe, um sich untereinander über das Thema auszutauschen und die Informationen zu synthetisieren. Diese Phase ist besonders für die schwächeren Schüler förderlich, da sie von den stärkeren lernen können, wobei darauf zu achten ist, dass auch jeder Schüler mitwirkt. Hierbei soll sich jeder Schüler Gedanken darüber machen, wie er den Inhalt seinen Klassenkameraden erklärt.
- In der „Puzzle-Phase“ bildet jeweils ein Schüler jedes Expertenteams eine Gruppe und trägt der gesamten Klasse das Thema vor, in dem sie „Experten“ sind. Auf diese Weise erhalten alle Gruppen Zugang zu dem Gesamtinhalt des Kurses, indem das Wissen der einzelnen Mitglieder wie ein Puzzle zu einem Gesamtbild des Stoffes zusammengebracht wird.[4]

## Internat
Das Internat kann von 45 Schülern und 45 Schülerinnen, deren Familien zu weit von der Schule entfernt wohnen, genutzt werden. Allerdings müssen sie das Internat jeweils am Freitagabend verlassen und können erst am Sonntagabend wieder zurückkommen. Schüler aus der nahen Umgebung von Grand Nouméa werden nur zweitrangig aufgenommen, wenn es noch verfügbare Plätze gibt.
Die von Direktor Rodriguez eingeführten Bestimmungen sind sehr streng: So dürfen die Schüler das Internat am Abend maximal zweimal in der Woche verlassen und müssen bis 19 Uhr zum Abendessen zurückkehren. Es darf nur von Schülern des Internats betreten werden. Die Schüler müssen ihre Betten selber machen und täglich das Zimmer fegen. Sie werden in Teams eingeteilt, um Bäder und Duschen zu reinigen. Es ist verboten Essen auf das Zimmer zu nehmen und dort zu verspeisen. Die Nachbarschaft darf nicht durch lautes Geschrei oder Ballspiele gestört werden. Mobiltelefone dürfen nur zwischen 17.30 und 20 Uhr benutzt werden. Die Missachtung wird mit dem Einzug des Geräts für eine Woche bestraft. Computer dürfen nur zu pädagogischen Zwecken genutzt werden. Sonntags und mittwochabends dürfen die Internatsschüler einen Film sehen. Mittwochs und donnerstags am späten Nachmittag können sie außerdem den Sportplatz besuchen.
Im August 2024 beschloss die Diözese alle von ihr betriebenen Internate und Schulkantinen in Neukaledonien aus Kostengründen zu schließen, trotz massiver finanzieller Unterstützung von jährlich 374 Millionen CFP-Francs allein durch die Südprovinz. Bereits im Mai 2023 waren sie wegen finanzieller Probleme eine Woche lang geschlossen worden.